# Thi Lãng Chiếu
Thi Lãng Chiếu (giản thể: 施浪诏; phồn thể: 施浪詔; bính âm: Shīlàng Zhào, ？～794) là một bộ lạc tại Vân Nam hình thành vào thời kỳ đầu nhà Đường và là một trong Lục Chiếu. Lãnh địa của Việt Thác Chiếu nay thuộc huyện Nhĩ Nguyên và nằm ở phía đông bắc của Lục Chiếu. Nhà Đường cho lập Xá Lợi Châu và các Thi Lãng Chiếu Vương kế vị nhau làm thứ sử Xá Lợi Châu. Thi Lãng Chiếu Vương Thi Vọng Kiếm về sau cùng Mị La Bì của Đằng Đạm Chiếu hợp lực đánh Nam Chiếu song không thắng, trái lại bị Nam Chiếu tiến binh uy hiếp. Thi Vọng Khiếm cùng tộc nhân đào thoát đến Vĩnh Xương (nay thuộc Bảo Sơn), đem nữ nhân hiến cho Nam Chiếu Vương để cầu hòa. Thi Vọng Thiên kế nhiệm lên ngôi vương của Thi Vọng Khiếm. Vọng Khiếm bị Nam Chiếu đánh bại sau đó và phải chạy đến Thổ Phồn, được Thổ Phông lập làm chiếu (vương). Thi Vọng Khiếm lập căn cứ tại Kiếm Xuyên, dân cư có mấy vạn người, sau khi chết, nhi tử Thiên Bàng La Điên kế vị. Thi Lãng Chiếu về sau bị Nam Chiếu diệt, Thiên Bàng La Điên đào thoát đến Lô Bắc, lánh nạn tại Thổ Phồn.
Tân Đường thư coi Thiên Bàng La Điên là con của "Vọng Điên" (Thi Vọng Thiên), nhưng Man thư không có Thiên Bàng La Điên và ghi vương đời cuối của Thi Lãng Chiếu là Bàng La Điên, là con của Thiên Bàng, cháu của Thi Vọng Thiên.